# Farbreizfunktion

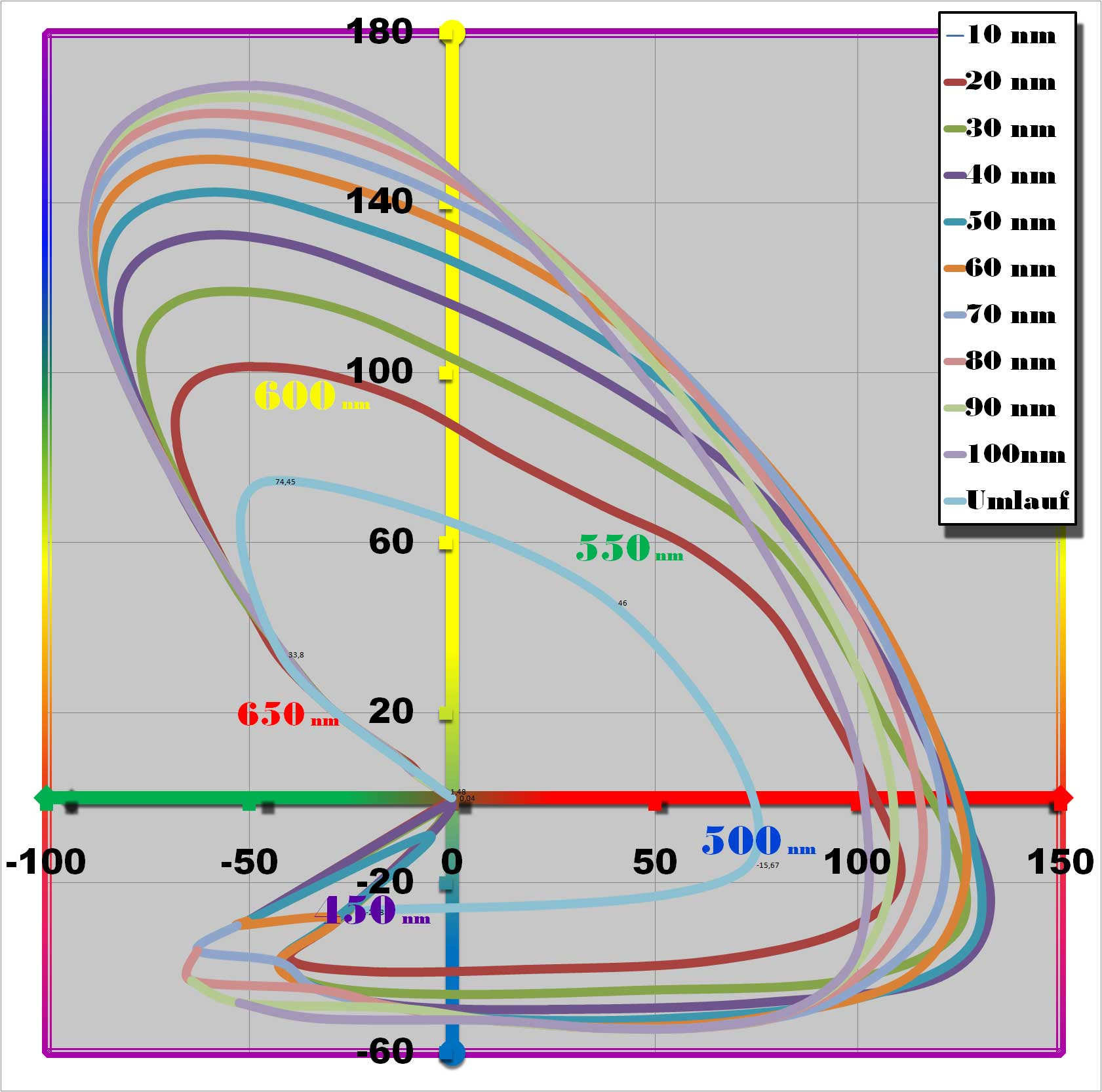
Aus idealisierten Rechteckspektren (verschiedener Breite) berechnete Farbreizänderungen, dargestellt auf einer a*/b*-Farbfläche

Als Farbreizfunktion φλ wird die spektrale Verteilung eines Farbreizes bezeichnet. Sie ergibt sich
- für Körperfarben aus der Multiplikation von auftreffender Beleuchtungsstrahlung Sλ mit dem „verbliebenen“ (remittierten) Anteil βλ, der als Remissionsgrad bezeichnet wird:

φλ = Sλ * βλ
- für durchsichtige Körper aus der Multiplikation von auftreffender Beleuchtungsstrahlung mit dem durchtretenden Anteil τλ, der als Transmissionsgrad bezeichnet wird:

φλ = Sλ * τλ.
Zu unterscheiden ist dagegen der ebenfalls mit β(λ) bezeichnete Strahldichtefaktor, eine andere Größe aus der Lichtmesstechnik.
Der an die Formelelemente fλ angesetzte Index λ soll verdeutlichen, dass es sich um spektrale Funktionswerte der einzelnen Wellenlängen λ handelt. Die Beziehungen beruhen auf dem Lambert-Beerschen Gesetz, das aber streng nur für monochromatisches Licht gilt, also messtechnisch an einem engen Intervall an der Stelle λ.  
Beim Übergang von einer (beleuchtenden) Lichtart zu einer Lichtart mit anderer spektraler Verteilung oder ähnliche Einflüsse – etwa bei der Betrachtung mit einer farbigen Brille – kommt es zu einer Farbverzerrung, einer Änderung der Farbreizfunktion. Diese Verfälschung (Farbreizänderung) lässt sich beispielsweise bei Dunkelheit bemerken, wenn eine (geeignete) farbige Fläche in regelmäßigen Abständen vom Licht der Verkehrsampel – also wechselweise in Rot, Gelb, Grün – angeleuchtet wird.
Um den Einfluss der Breite von Wellenlängenausschnitten (hier 10 nm bis 100 nm) auf die Farbwiedergabe zu zeigen, wurden im Diagramm Rechteckspektren unterschiedlicher Breite einer Berechnung der Farbreizfunktion unterworfen.